# Поліція Естонії

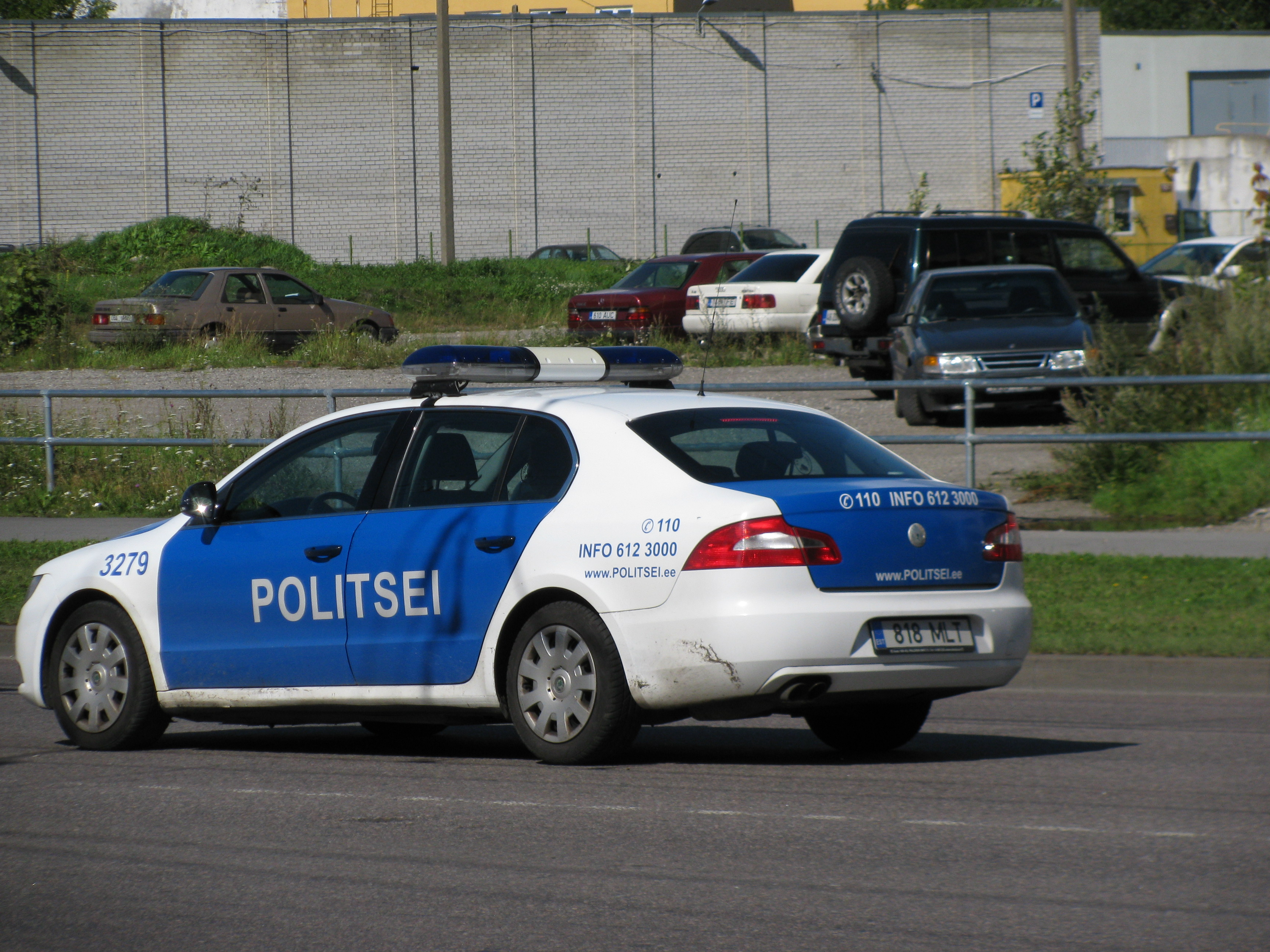
Автівка естонської поліції їде на виклик по вулиці Силе в Таллінні

Поліція Естонії (ест. Eesti Politsei) — колишні правоохоронні органи Естонії, підпорядковані Міністерству внутрішніх справ. 2010 року поліцію замінила Поліційно-прикордонна служба Естонії.

## Історія

### Естонська Республіка (1918—1940)

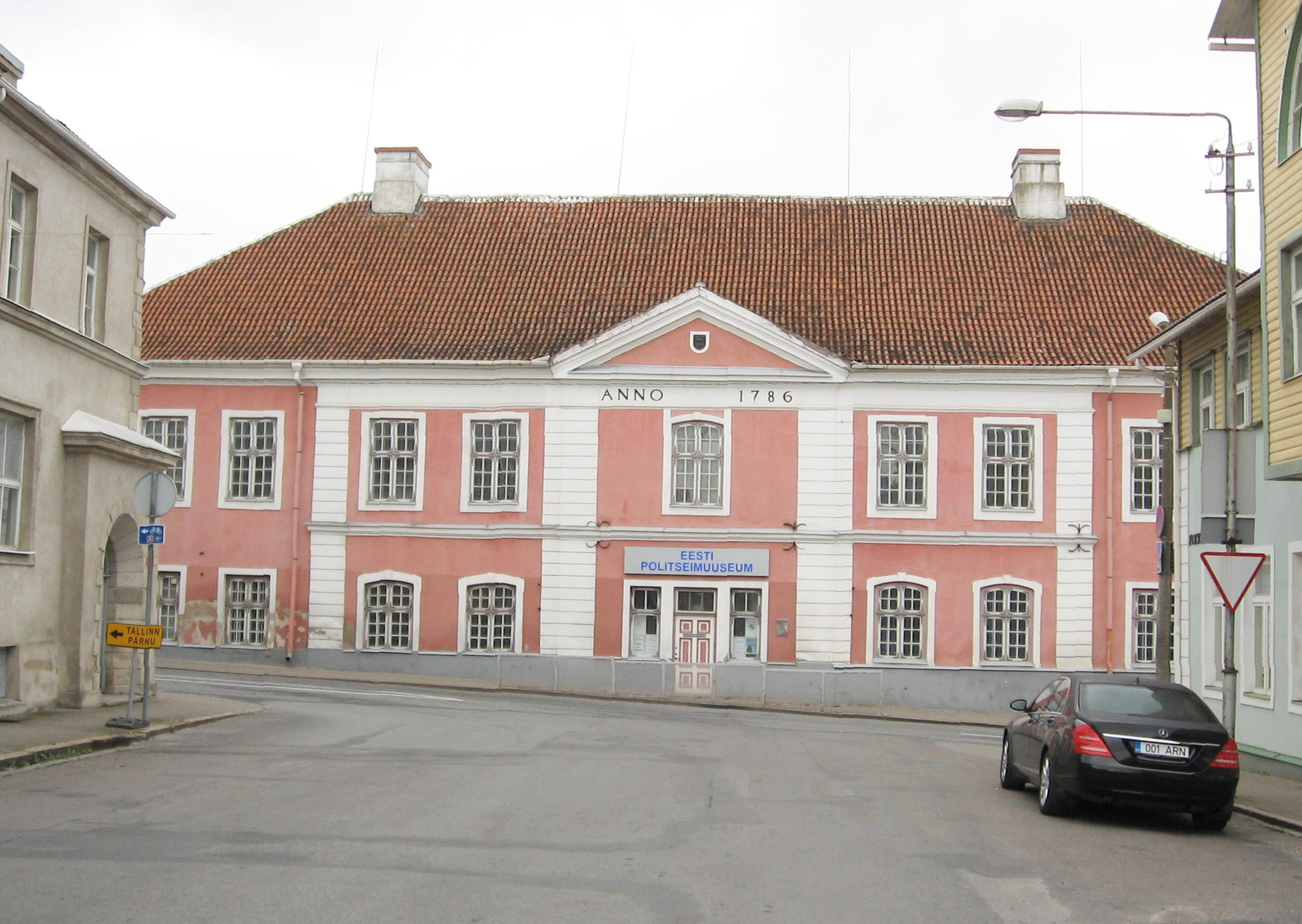
Естонський музей поліції

Поліцію Естонії засновано 12 листопада 1918 року, коли після німецьких окупаційних сил поліційні дільниці перейшли під керівництво начальника міліції (так у 1918—1919 рр. називалася поліція) Олександра Геллата. Тодішня міліція підпорядковувалася місцевому самоврядуванню і діяла за законами Тимчасового уряду Росії. Під час війни за незалежність Естонії поліції було доручено боротися зі злочинністю, допомагати військовикам і проводити спільні операції з Лігою оборони Естонії.
1 січня 1919 року заснована на самоврядуванні поліція стала національним органом, що підпорядковувався Міністерству внутрішніх справ і на чолі якого стояв Директорат поліції (ест. Politsei Peavalitsus). Останній неодноразово змінював свою естонську назву: (Politseivalitsus у 1929—1938 рр., Politseitalitus у 1938-1940 рр.). 17 грудня 1919 року Естонські Конституційні Збори ухвалили Закон про поліцію. Створювалася польова поліція, перед якою ставилися завдання охорони громадської безпеки та порядку. Було сформовано округи поліції на основі повітів і міст. Округи ділилися на відділи поліції, які далі поділялися на поліційні дільниці. 5 січня 1920 року створено Кримінальну поліцію, а 12 квітня 1920 року — Службу внутрішньої безпеки Естонії. Крім того, 1920 року утворено резерв поліції. Поліція складалася з польової поліції та Служби внутрішньої безпеки, які підпорядковувалися Міністерству внутрішніх справ, та кримінальної поліції, що підлягала Міністерству юстиції. 1 травня 1924 року всі ці служби перейшли під управління Директорату поліції. 1 грудня 1924 року відбулася невдала спроба державного перевороту, під час якої було вбито п'ятьох поліціянтів. Це привело до серйозних ревізій у поліції. Було впорядковано кадровий склад, розширено резерви правоохоронців, збільшено кількість транспортних засобів, прийнято на озброєння сучаснішу зброю та покращено засоби зв'язку. 1925 року в Таллінні було відкрито школу поліції.
1 січня 1926 року поліційні округи стали префектурами, а Службу внутрішньої безпеки перейменували на політичну поліцію. Звання в поліції були приведені у відповідність до решти Європи. До 1940 року існувало дев'ять префектур: Таллінн-Гар'ю, Тарту-Валга, Вільянді-Пярну, Пецері-Виру, Сааре, Ляене, Віру-Ярва, Нарва та залізнична префектура. Підготовку правоохоронців у 1925-1940 рр. забезпечувала школа поліції. 
1940 року Радянський Союз окупував Естонію, а 28 серпня поліцію було розпущено. Більшість її співробітників стали жертвами репресій.

### Нинішня Естонія
Підготовка до відновлення естонської поліції розгорнулася на початку 1990 року. 5 червня 1990 року було засновано поліційну школу в Пайкузе. 1 серпня 1990 року міністерство внутрішніх справ відновленої незалежної Естонії відокремилося від радянського міністерства внутрішніх справ. 20 вересня було ухвалено Закон про поліцію, який фактично розпустив колишню структуру міліції та відновив поліцію. 31 жовтня генеральним директором поліції став Юрі Нурме. 20 листопада створили центральну поліційну установу (ест. Eesti Vabariigi Riiklik Politseiamet), а 23 листопада — префектури. Та установа складалася з поліційного бюро, поліційного резерву, поліційних префектур, префектур транспортної поліції, Служби внутрішньої безпеки, поліційної академії, поліційної школи, бюро у справах неповнолітніх, Естонського адресного бюро, бюро судової експертизи, спеціальної служби, групи безпеки та відділу підготовки службових собак. 1 березня 1991 року поліцію Естонії було офіційно відновлено в межах юрисдикції Міністерства внутрішніх справ. Відтворена поліція складалася з чотирьох основних служб: польової, дорожньої, кримінальної та оперативно-розшукової. Початкова ситуація була жахливою. Під час становлення нової правоохоронної організації відчувалася серйозна нестача кадрів та обладнання. Крім того, найнятий персонал, як правило, був недосвідченим, а плинність кадрів була високою. На додачу, злочинність зростала щодня, а в серпні 1991 року поліції довелося зіткнутися з загрозою державного перевороту. Однак зрештою труднощі вдалося подолати.
1993 року поліція пережила суттєве реформування. Службу внутрішньої безпеки Естонії Службу внутрішньої безпеки Естонії було переоформлено як окрему установу на базі Управління внутрішньої безпеки поліції. Центральну поліційну установу перейменували на ест. Riigi Politseiamet. Було реорганізовано та перейменовано кілька управлінь. 2004 року в поліції пройшла ще одна значна реформа, яка скоротила кількість префектур із 17 до чотирьох.
Поліція Естонії в роки свого становлення одержувала багато іноземної допомоги. Фінляндія підтримала створення поліційної школи в Пайкузе. Окрім навчання, Швеція та Німеччина надавали матеріальну підтримку. США та Великобританія також допомагали з вишколом і виконували роль консультантів. 4 листопада 1992 року поліція Естонії стала повноправним членом Інтерполу, а 1996 року почала брати участь у міжнародних миротворчих і поліційних місіях. 10 листопада 2001 року Естонія підписала угоду про співпрацю з Європолом, ставши 2005 року його повноправним членом. Поліція Естонії вступила також у такі організації, як Європейський поліційний спортивний союз (приєдналася 1994 року), Міжнародна поліцейська асоціація (1995), Міжнародна асоціація начальників поліції (1997), Європейська мережа жінок-поліціянток (2001), а також Нордично-Балтійська мережа жінок-поліціянток (2001).
1 січня 2010 року поліція Естонії об'єдналася з Прикордонною охороною Естонії в новоутворену Поліційно-прикордонну службу Естонії.